# جنوب‌خزنده
جنوب‌خزنده (نام علمی: Australerpeton) نام یک سرده از تیره پایه‌گذارخزندگان است.